# Inácio Bento de Loyola
Inácio Bento de Loyola (Cidade de Goiás, 27 de dezembro de 1896 — Goiânia, 11 de maio de 1970) foi um magistrado, desembargador e político brasileiro que serviu como governador de Goiás, de 21 de junho a 19 de julho de 1934.

## Biografia
Nasceu na cidade de Goiás, antiga Capital do Estado, em 27 de dezembro de 1896, filho do Desembargador Coriolano Augusto de Loyola e de Mariana Augusta de Albuquerque Loyola.
Bacharelando-se em direito, no ano de 1925, passou a exercer a advocacia. Integrou-se no movimento de oposição à oligarquia Caiado, que dominava o poder em Goiás,  havendo sido Diretor e um dos redatores do jornal “Voz do Povo”, fundado na capital do Estado em oposição o situacionismo.
Vitoriosa a Revolução de 1930, foi chamado para participar do novo governo de Goiás, entregue ao Interventor Pedro Ludovico Teixeira.Ocupou, então, sucessivamente, os cargos de Secretário de Obras Públicas, das Finanças e, mais tarde, Secretário Geral do Estado. Exerceu também, interinamente, por motivo do afastamento temporário do titular, a Chefia do Poder Executivo Estadual, no período de 21 de junho a 19 de julho de 1934.
Posteriormente, foi Juiz de Direito das Comarcas de Goiás e de Goiânia. Promovido a Desembargador, pelo critério de merecimento, aposentou-se nesse  cargo em 1956.
Exerceu também as funções de Procurador-geral da Justiça, em 1946, durante a interventoria do general Felipe Xavier de Barros, quando se afastou temporariamente da judicatura.
Aposentado, foi designado, em fevereiro de 1959, para a presidência da Comissão de Cooperação para a Mudança da Capital, órgão a que estava incumbida a desapropriação das terras do novo Distrito Federal, por delegação outorgada ao governo de Goiás pelo artigo 24 da Lei n. 2874, de 19 de setembro de 1956.
Nesse cargo, que exerceu até o fim do ano de 1960, residindo em Brasília, à frente de uma equipe de advogados, prestou relevantes serviços para implantação da nova Capital brasileira, contribuindo para incorporação ao domínio público de grande parte do atual território do Distrito Federal. Completada sua função em Brasília, retornou a Goiânia, onde veio a falecer a 11 de maio de 1970.